# José Jiménez Lozano
José Jiménez Lozano (Langa, Ávila, 13 de mayo de 1930-Valladolid, 9 de marzo de 2020) fue un escritor español. Recibió el Premio Cervantes en 2002.

## Biografía
Nacido en Langa, pequeña población de la comarca de La Moraña, al norte de la provincia de Ávila, donde pasó su infancia hasta que se marchó a estudiar. En su obra se ven reflejados los paisajes de la amplia llanura castellana, con horizontes inmensos que invitan al pensamiento, la reflexión e incluso la mística que inspiró a Juan de la Cruz y Teresa de Ávila; algunos personajes de su recuerdo son usados al modo en que Miguel Delibes utiliza personajes en sus novelas ambientadas en la Castilla rural.[cita requerida]
Desarrolló su vida profesional en Valladolid y en Alcazarén, su residencia durante más de cincuenta años. 
Se licenció en Derecho por la Universidad de Valladolid, en Filosofía y Letras por la de Salamanca y en Periodismo por la Escuela Oficial de Periodismo de Madrid en 1962.
Fue colaborador en El Norte de Castilla de Valladolid desde 1958, redactor de 1962 a 1978, subdirector de 1978 a 1979 y director desde 1992 hasta su jubilación en 1995.
En 1988, José Jiménez Lozano, el sacerdote José Velicia y el arquitecto Pablo Puente desarrollaron en Valladolid la primera edición de la exposición Las Edades del Hombre. También participó en la parte técnica Eloísa García de Wattenberg, entonces directora del Museo Nacional de Escultura. La parte financiera corrió a cargo de la Caja de Ahorros de Salamanca y Soria.
Compaginó la carrera periodística con la literatura: es autor de novelas, ensayos, poesía y diarios. Colaborador habitual de periódicos como ABC o La Razón, fue también patrono del Instituto Cervantes, de la Residencia de Estudiantes y de las fundaciones de la Lengua Española y de la de los Duques de Soria.
Fue galardonado con el Premio Cervantes 2002 —considerado como el Nobel de las letras hispanas—. El escritor consideró el premio «como lo que es, como un regalo, con una gran alegría» y que «es el premio más importante del país y siento que es un reconocimiento oficial, pero lo que me llena de alegría es saber que mi obra ha llegado a unos cuantos, aunque sea un lector».
El papa Francisco le concedió la Cruz Pro Ecclesia et Pontifice, máxima distinción para un seglar, que recibió el 4 de noviembre de 2017 de manos del entonces cardenal y arzobispo de Valladolid, Ricardo Blázquez.
Falleció en Valladolid el 9 de marzo de 2020 a los ochenta y nueve años.

## Obra

### Ensayo
- Nosotros los judíos (1961)
- Un cristiano en rebeldía (1963)
- Meditación española sobre la libertad religiosa (1966)
- El ateísmo (1969)
- La ronquera de Fray Luis y otras inquisiciones (1973)
- Juan XXIII (1973)
- Retratos y soledades (1977)
- Los cementerios civiles y la heterodoxia española (1978)
- Monasterios en Valladolid (1980)
- Sobre judíos moriscos y conversos (1982)
- Guía espiritual de Castilla (1984)
- Ávila (1988)
- Los ojos del icono (1988)
- Estampas y memorias (1990)
- Una estancia holandesa (1998)
- Retratos y naturalezas muertas (2000)
- Fray Luis de León (2001)
- Ni venta ni alquilaje (2003)
- Libros, libreros y lectores (2003)
- El narrador y sus historias (2003)
- Las llagas y los colores del mundo (2011)
- Obstinación del almendro y de la melancolía (2012)
- Siete parlamentos en voz baja (2015)
- Buscando un amo (2017)
- El viaje a Oxford que nunca tuvo lugar (2021)

### Novela
- Historia de un otoño (1971)
- El sambenito (1972)
- La salamandra (1973)
- Duelo en la casa grande (1982)
- Parábolas y circunloquios (1985)
- Sara de Ur (1989)
- El mudejarillo (1992)
- Relación topográfica (1993)
- La boda de Ángela (1993)
- Teorema de Pitágoras (1995)
- Las sandalias de plata (1996)
- Los compañeros (1997)
- Ronda de noche (1998)
- Las señoras (1999)
- Maestro Huidobro (1999)
- Un hombre en la raya (2000)
- Los lobeznos (2000)
- El viaje de Jonás (2002)
- Carta de Tesa (2004)
- Las gallinas del licenciado (2005)
- Libro de visitantes (2007)
- Agua de noria (2008)
- Un pintor de Alejandría (2010)
- Retorno de un Cruzado (2013)
- Teresa (2015)
- Se llamaba Carolina (2016)
- Memorias de un escribidor (2018)

### Relatos
- El santo de mayo (1976)
- El grano de maíz rojo (1988)
- Los grandes relatos (1992)
- El cogedor de acianos (1993)
- Tom, ojos azules (1995)
- Un dedo en los labios (1996)
- El ajuar de mamá (2006)
- La piel de los tomates (2007)
- Libro de visitantes (2007)
- El azul sobrante (2009)
- El Atlas de las Cinco Ínsulas (2010)
- Un pintor de Alejandría (2010)
- «El paseante, o Ester recontada», en Ignacio Carbajosa: El rollo de Ester de la Catedral de Madrid (2012)
- Abram y su gente (2014)
- La querencia de los búhos (2019)

### Diarios
- Los tres cuadernos rojos. 1973-1983 (1985)
- Segundo abecedario. 1984-1988 (1992)
- La luz de una candela. 1989-1993 (1996)
- Los cuadernos de letra pequeña. 1993-1998 (2003)
- Advenimientos. 2001-2004 (2006)
- Los cuadernos de Rembrandt. 2005-2008 (2010)
- Impresiones provinciales. 2010-2014 (2016)
- Cavilaciones y melancolías. 2016-2017 (2018)
- Evocaciones y presencias. 2018-2020 (2020)

### Poesía
- Tantas devastaciones (1992)
- Un fulgor tan breve (1995)
- El tiempo de Eurídice (1996)
- Pájaros (2000)
- Elegías menores (2002)
- Elogios y celebraciones (2005)
- Anunciaciones (2008)
- La estación que gusta al cuco (2010)
- Los retales del tiempo (2015)
- Esperas y esperanzas (2023)

## Premios
- Premio de la Crítica de narrativa castellana 1988 por El grano de maíz rojo.
- Premio Castilla y León de las Letras 1988.
- Premio Nacional de las Letras Españolas 1992.
- Premio Luca de Tena de Periodismo 1994 por El eterno retablo de las maravillas.
- Medalla de Oro al Mérito en las Bellas Artes 1998
- Premio Nacional de Periodismo Miguel Delibes 2000 Sobre el español y sus asuntos
- Premio Cervantes 2002.
- Medalla Pro Ecclesia et Pontifice 2017.
- Medalla de Oro de la Provincia de Ávila 2019.
- Doctor honoris causa por la Universidad Francisco de Vitoria.[6]

## Estudios sobre su obra
- Higuero, Francisco Javier (1991). La imaginación agónica de Jiménez Lozano. Valladolid: Ámbito.

- Higuero, Francisco Javier (1993). La memoria del narrador. Intertextualidad anamnética en los relatos breves de Jiménez Lozano. Valladolid: Ámbito.

- Higuero, Francisco Javier (2000). Estrategias deconstructoras en la narrativa de José Jiménez Lozano. Rock Hill, SC: Spanish Literature Publications Company.

- Ibáñez Ibáñez, José R. (2005). La escritura reivindicada. Claves interpretativas en los ensayos de José Jiménez Lozano. Valladolid: Junta de Castilla y León, Consejería de Cultura y Turismo. ISBN 8497183517.

- De la Rica, Álvaro, ed. (2006). Homenaje a José Jiménez Lozano. Pamplona: Eunsa. ISBN 9788431324100.

- Arbona Abascal, Guadalupe (2008). El acontecimiento como categoría del cuento contemporáneo. Las historias de José Jiménez Lozano. Madrid: Arco Libros. ISBN 978-84-7635-741-5.

- Arbona Abascal, Guadalupe (2011). Las llagas y los colores del mundo. Conversaciones literarias con José Jiménez Lozano. Madrid: Ediciones Encuentro. ISBN 978-84-9920-109-2.

| Predecesor: Álvaro Mutis | Premio Miguel de Cervantes 2002 | Sucesor: Gonzalo Rojas |